# Terra Santa
Terra Santa est une municipalité brésilienne située dans l'État du Pará.
La forêt nationale de Saracá-Taquera s'étend sur le territoire de la municipalité.